# Hard to Say Goodbye
Hard to say goodbye is een nummer van de Nederlandse band Rondé, afkomstig van het tweede studioalbum Flourish uit 2019. Op 11 augustus 2021 werd het nummer op single uitgebracht.

## Achtergrond
De single werd een gigantische hit in Nederland en was op 3 september 2021 538 Favourite op Radio 538, in week 37 van 2021 Megahit op NPO 3FM en werd ook veel gedraaid op NPO Radio 2. De single bereikte de nummer 1-positie in de publieke hitlijst Mega Top 30 op NPO 3FM en de "100%NL Top 20". In de 538 Top 50 werd de 3e positie bereikt, in de Nederlandse Top 40 op Qmusic de 5e en in de Single Top 100 de 20e positie.
In België werd géén notering behaald in beide Vlaamse hitlijsten en de Waalse hitlijst.

## NPO Radio 2 Top 2000
| Nummer met noteringen in de NPO Radio 2 Top 2000 | '22 | '23  | '24  |
| ------------------------------------------------ | --- | ---- | ---- |
| Hard to Say Goodbye                              | 881 | 1387 | 1111 |

1. ↑  Een vetgedrukt getal geeft de hoogste notering aan.
2. ↑  2022 was het eerste jaar met een notering voor dit nummer.